# Деренбург
Деренбург (нем. Derenburg) — город в Германии, в земле Саксония-Анхальт. 
Входит в состав района Вернигероде. Подчиняется управлению Нордхарц.  Население составляет 2662 человека (на 31 декабря 2006 года). Занимает площадь 37,25 км².